# Martin Petkov
Martin Petkov (* 3. November 1988 in Skopje, SR Mazedonien, SFR Jugoslawien; † 15. April 2025) war ein österreichischer Fußballspieler. In der Saison 2008/09 kam der Mittelfeldspieler für den DSV Leoben zu 13 Zweitligaeinsätzen.

## Karriere
Martin Petkov war ein „Eigenbauspieler“ des DSV Leoben, wo er im Alter von acht Jahren seine fußballerische Laufbahn begann. Im Alter von 16 Jahren konnte er sich in der Saison 2005/06 einen Stammplatz in der Amateurmannschaft sichern, die in der steirischen Oberliga Nord (fünfte Leistungsstufe) spielte, wo er sich zu einem Leistungsträger entwickelte. In der Saison 2006/07 wurde er in den Kader der Profimannschaft aufgenommen, durfte aber vorerst nur in Testspielen der Profis auflaufen. Am 13. März 2009 feierte Petkov, nachdem er zuvor bereits 13-mal als Wechselspieler aufgeboten wurde, beim 1:1-Unentschieden gegen den FC Gratkorn sein Debüt in der Meisterschaft der Ersten Liga. Bis Saisonende kam er für Leoben zu 13 Zweitligaeinsätzen, der DSV war jedoch insolvent und musste sich daher nach Ende der Spielzeit aus dem Profifußball verabschieden.
Zur Saison 2009/10 wechselte er daraufhin zum SC-ESV Parndorf 1919 in die drittklassige Regionalliga Ost. Bereits im Jänner 2010 kehrte er jedoch zum DSV Leoben in die Regionalliga Mitte zurück. Zur Saison 2010/11 wechselte er ein zweites Mal in die Ostliga, diesmal zum SV Horn. Nach acht Einsätzen für die Niederösterreicher kehrte Petkov im Jänner 2011 in seine steirische Heimat zurück und schloss sich dem fünftklassigen SC Mürzhofen/Allerheiligen an. Zur Saison 2011/12 wechselte er abermals nach Leoben. Mit dem DSV stieg er 2013 aus der Regionalliga ab. Nach neun Jahren in der Landesliga schaffte er mit Leoben 2022 den Wiederaufstieg. Daraufhin verließ er die erste Mannschaft und schloss sich der Zweitmannschaft der Leobner in der untersten Spielklasse an, wo er nicht nur als Spieler, sondern auch als Co-Trainer tätig war. Für Leoben II machte er in zehn Saisonspielen in der 1. Klasse 33 Tore und trug maßgeblich zum Aufstieg der Jung-Leobner in die Gebietsliga bei. Mit seinen 33 Toren, die er allesamt bis zur Winterpause erzielte, war er zu jenem Zeitpunkt der erfolgreichste Torschütze in Österreichs Fußball. In der Winterpause 2023/24 beendete er dann seine Karriere als Spieler, blieb aber Co-Trainer bis März 2025.

## Tod
Am 16. April 2025 gab der DSV Leoben den Tod des 36-jährigen Martin Petkov bekannt. Petkov erlag einem Krebsleiden.